# 아로라
아로라(Arora)는 웹 브라우저 가운데 하나다.

## 개요
- 창시자: Benjamin Meyer
- 라이센스: GNU 일반 공중 사용 허가서 2판 또는 그 이후 판

- 지원 아키텍처: x86
- 지원 운영체제: 마이크로소프트 윈도우, 맥 OS X, 리눅스계 운영체제, BSD계 운영체제
- 사용된 언어: C++
- 인터페이스: Qt

- 하드웨어별 분류:
- 역할별 분류: 웹 브라우저

- 개발 현황: 진행 중

## 더 자세히
- 레이아웃 엔진: 웹키트
- 탭 브라우징: 예
- 검색 툴바: 예(구글)
- 자체 검색 전용 페이지: 예(구글)

- 글꼴 설정: 예
- 임의 CSS 설정: 예
- 자바스크립트 ON/OFF: 예

- 히스토리 / 히스토리 삭제: 예 / 예
- 즐겨찾기: 예
- 사생활 보호 모드(히스토리가 저장되지 않게 하기): 예(단, 자동 작동은 불가)
- 프록시 설정: 예

- 문서 객체 모델 분석: 예
- 페이지 출력 언어셋 선택: 아니오
- Acid3: 98~100(불규칙적으로 링크 검사 실패하는 경우 있음)

## 역사
아로라의 시초는 Qt웹키트 동작 테스트를 위한 데모 프로그램이었으며 그 뒤부터 독립적으로 성장해 왔다.

## 최신판
위치는 공식 저장소, 기종은 x86, 버전은 최신 안정 버전 기준이다.
- 공식 사이트: 0.9.0(2009년 8월 30일 출시)
- 데비안: 0.2-1
- 우분투(통상): 0.5.0ubuntu1
- 우분투(장기 지원): 없음
- 페도라: 0.9.0
- 오픈수세: 0.7.1build962, 0.7.1build968, 0.7.1build975, 0.8.0, 0.9.0
- 아치: 0.9.0-1
- 젠투: 0.7.1, 0.8.0, 0.9.0

## 같이 보기
- 웹 브라우저 목록